# Mistelfresser
Die Mistelfresser (Dicaeidae), auch Blütenpicker genannt, sind eine Familie in der Ordnung der Sperlingsvögel (Passeriformes). Die Familie umfasst 45 Arten in zwei Gattungen.
Mistelfresser kommen überwiegend in Neuguinea und auf den Philippinen vor. Das sonstige Verbreitungsgebiet erstreckt sich von Indien über China bis in den südlichen Bereich von Australasien. Sie leben paarweise oder in kleinen Gruppen in den Bäumen, Gärten oder in Büschen.
Bei den standorttreuen Mistelfressern handelt es sich um kleine Vögel mit kurzen Beinen und Schwänzen. In dem unscheinbaren Federkleid unterscheiden sich die Geschlechter kaum. Bei einigen Arten trägt das Männchen ein leuchtendes Gefieder. Die kurzen Schnäbel, die von Art zu Art variieren, sind gezähnt. Wahrscheinlich hilft ihnen das, klebrige Früchte zu fressen. Die zu einer Röhre geformte Zunge erleichtert den Vögeln die Aufnahme von Nektar. Neben Nektar ernähren sie sich von Beeren und Früchten und vertilgen die blütenaufsuchenden Insekten und Spinnen. Bevorzugt werden die gelben Beeren des Riemenblumengewächses Loranthus longiflorus gefressen. Für die Verbreitung der Samen sind die Mistelfresser wichtig.
Ihre beutelförmigen Nester, die einen seitlichen Eingang besitzen, werden an die Äste der Bäume gehängt. Als Material werden verschiedene Pflanzenfasern und Spinnweben genutzt. Das Gelege besteht aus zwei bis vier Eiern.

## Gattungen und Arten
- Dicaeum

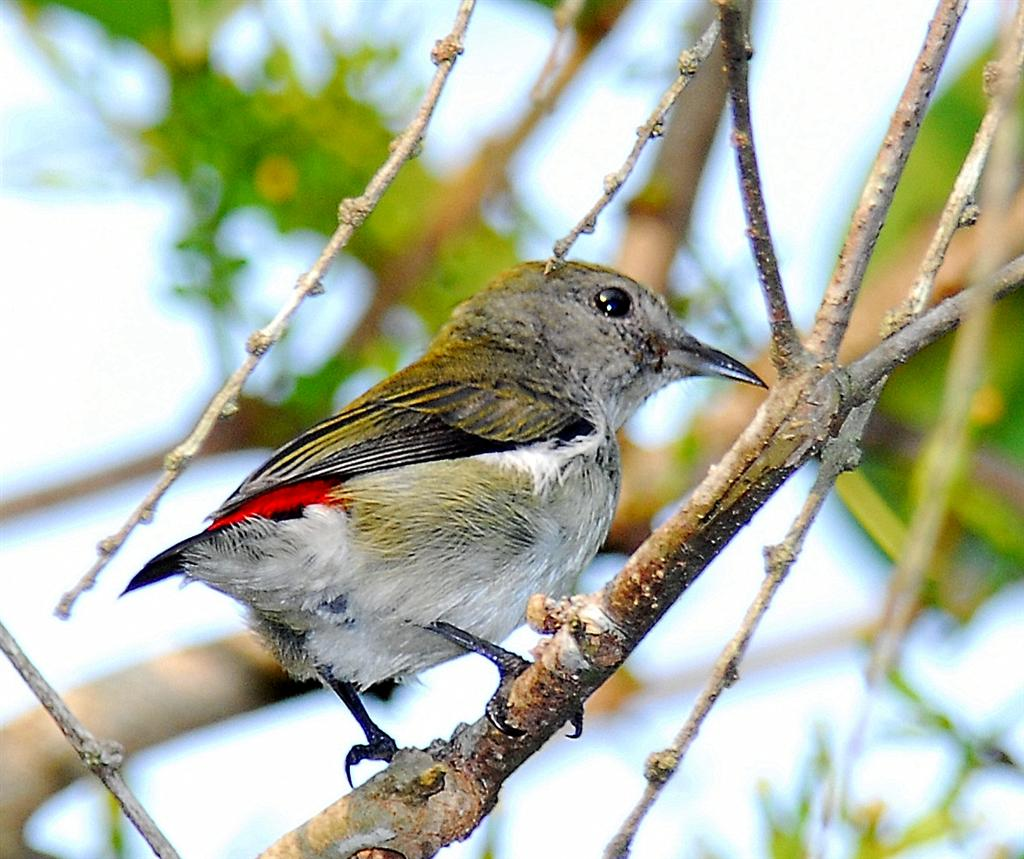
Scharlachmistelfresser (Dicaeum cruentatum)

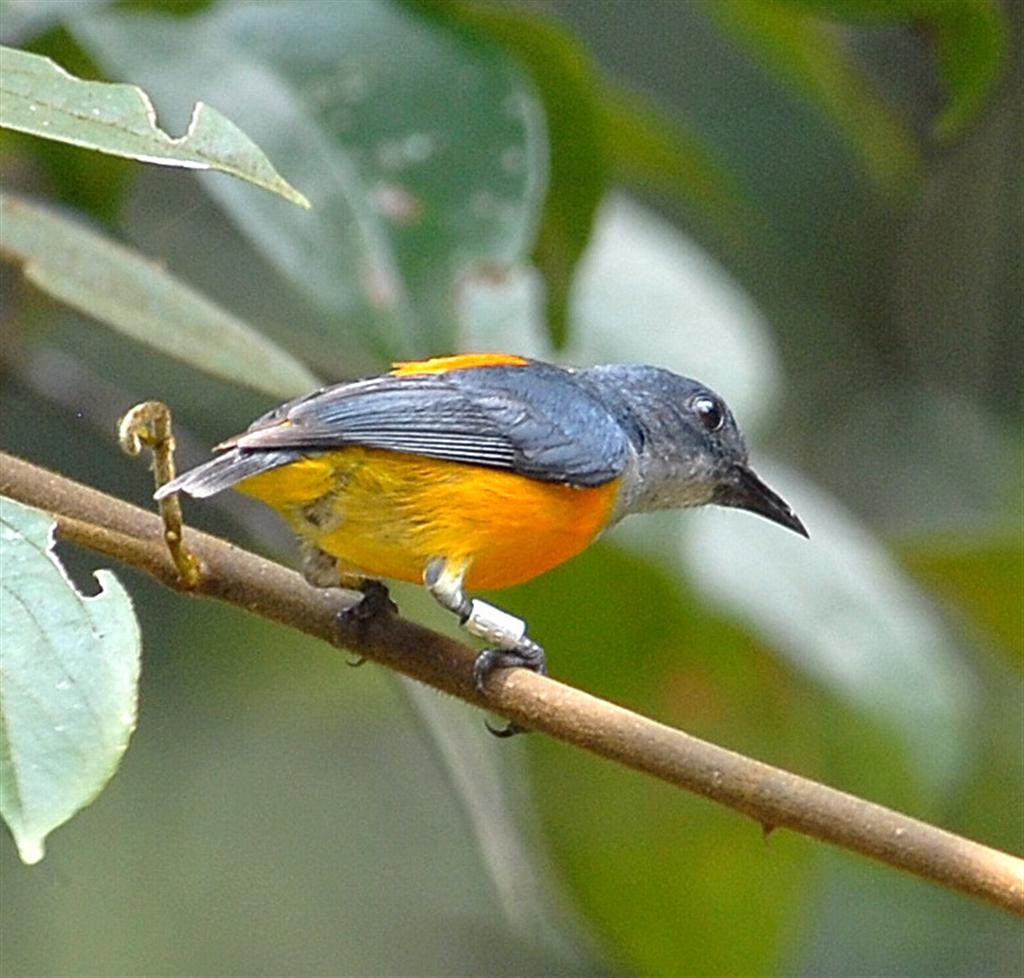
Rubinkehl-Mistelfresser (Dicaeum trigonostigma)

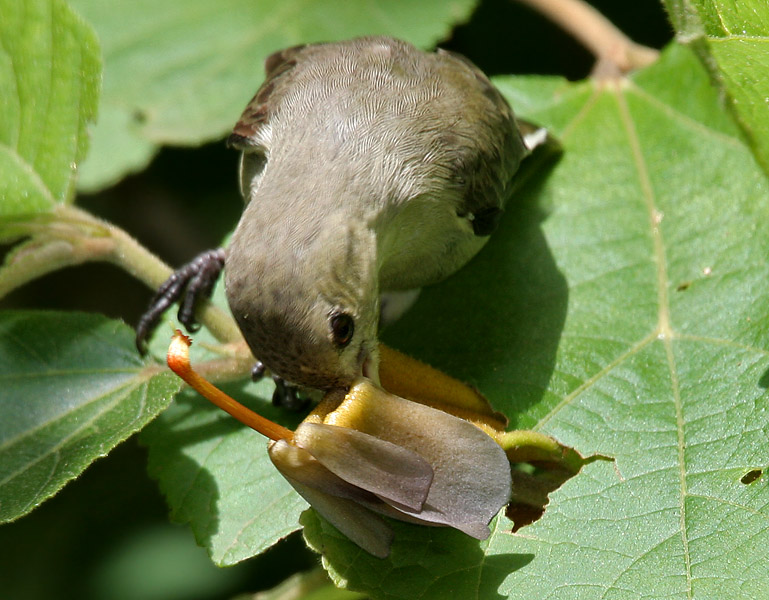
(Dicaeum erythrorhynchos)

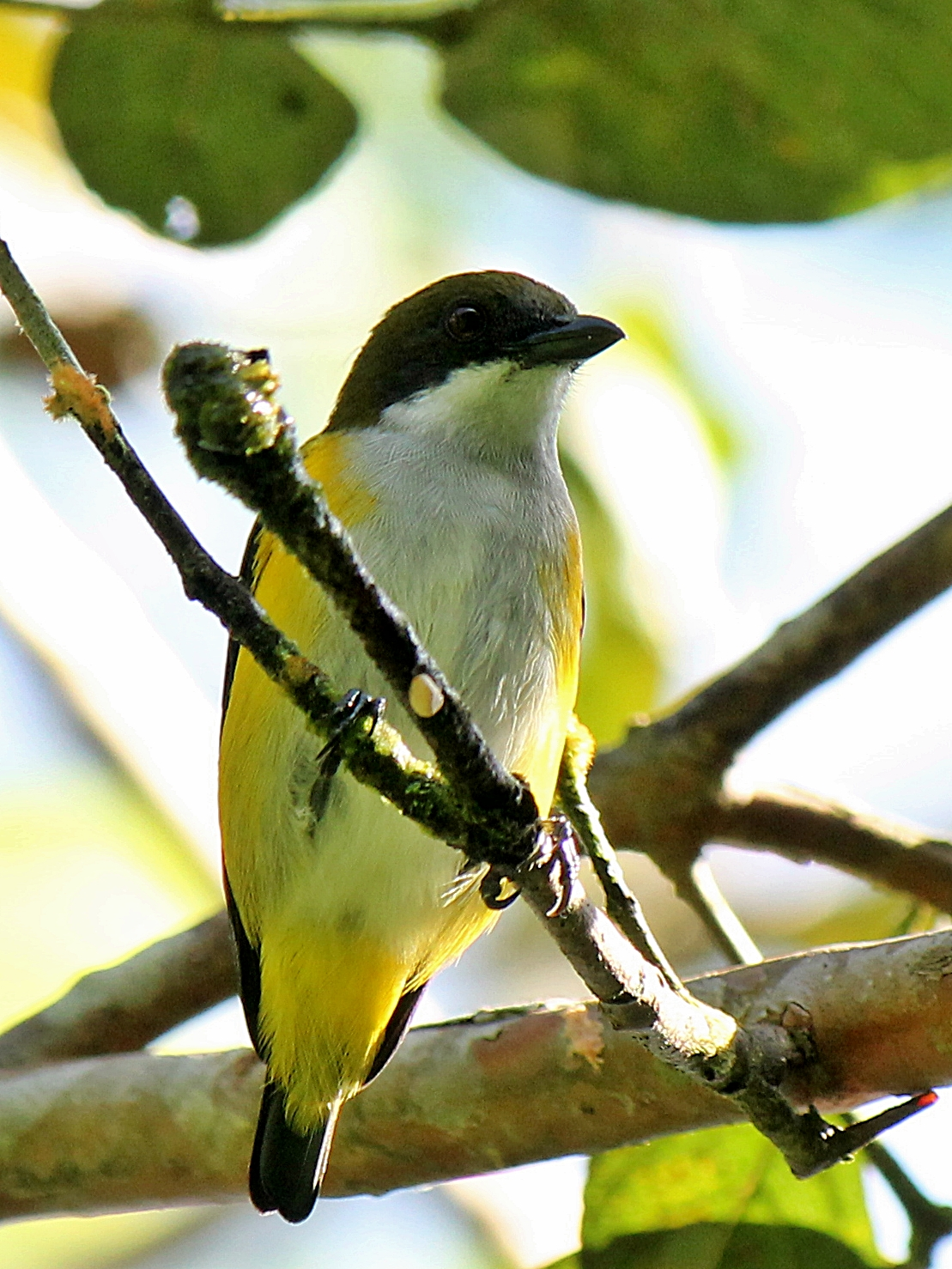
Minahassamistelfresser (Dicaeum aureolimbatum)

  - Andamanen-Mistelfresser (Dicaeum virescens)[1]
  - Bartmistelfresser (Dicaeum annae)
  - Bismarckmistelfresser (Dicaeum eximium)
  - Borneomistelfresser (Dicaeum monticolum)
  - Braunrücken-Mistelfresser (Dicaeum everetti)
  - Bronzemistelfresser (Dicaeum aeneum)
  - Dayakmistelfresser (Dicaeum dayakorum)
  - Dickschnabel-Mistelfresser (Dicaeum agile)
  - Einfarb-Mistelfresser (Dicaeum minullum)
  - Feuerbrust-Mistelfresser (Dicaeum ignipectus)
  - Feuerkopf-Mistelfresser (Dicaeum trochileum)
  - Flammenbrust-Mistelfresser (Dicaeum erythrothorax) aufgeteilt in:[2]
    - Burumistelfresser (Dicaeum erythrothorax)
    - Halmaheramistelfresser (Dicaeum schistaceiceps)

  - Gelbbauch-Mistelfresser (Dicaeum melanoxanthum)
  - Gelbsteiß-Mistelfresser (Dicaeum chrysorrheum)
  - Goldkronen-Mistelfresser (Dicaeum anthonyi)
  - Graubrust-Mistelfresser (Dicaeum proprium)
  - Blassschnabel-Mistelfresser (Dicaeum erythrorhynchos)
  - Louisiadenmistelfresser (Dicaeum nitidum)
  - Macklot-Mistelfresser (Dicaeum maugei)
  - Minahassamistelfresser (Dicaeum aureolimbatum)
  - Mindoromistelfresser (Dicaeum retrocinctum)
  - Nehrkorn-Mistelfresser (Dicaeum nehrkorni)
  - Nilgirimistelfresser (Dicaeum concolor)[1]
  - Olivkopf-Mistelfresser (Dicaeum nigrilore)
  - Papuamistelfresser (Dicaeum pectorale)
  - Purpurmistelfresser (Dicaeum sanguinolentum)
  - Rotbauch-Mistelfresser (Dicaeum australe)
  - Rotkappen-Mistelfresser (Dicaeum geelvinkianum)
  - Rotkehl-Mistelfresser (Dicaeum igniferum)
  - Rotsteiß-Mistelfresser (Dicaeum hirundinaceum)
  - Rubinkehl-Mistelfresser (Dicaeum trigonostigma)
  - Scharlachmistelfresser (Dicaeum cruentatum)
  - Schwarzgürtel-Mistelfresser (Dicaeum haematostictum)
  - Schwarzwangen-Mistelfresser (Dicaeum celebicum)
  - Seranmistelfresser (Dicaeum vulneratum)
  - Streifenbrust-Mistelfresser (Dicaeum aeruginosum) (im HBW Unterart des Dickschnabel-Mistelfressers)
  - Tristram-Mistelfresser (Dicaeum tristrami)
  - Vierfarben-Mistelfresser (Dicaeum quadricolor)
  - Weißbauch-Mistelfresser (Dicaeum hypoleucum)
  - Weißkehl-Mistelfresser (Dicaeum vincens)
  - Zweifarben-Mistelfresser (Dicaeum bicolor)
  - Zwergmistelfresser (Dicaeum pygmaeum)

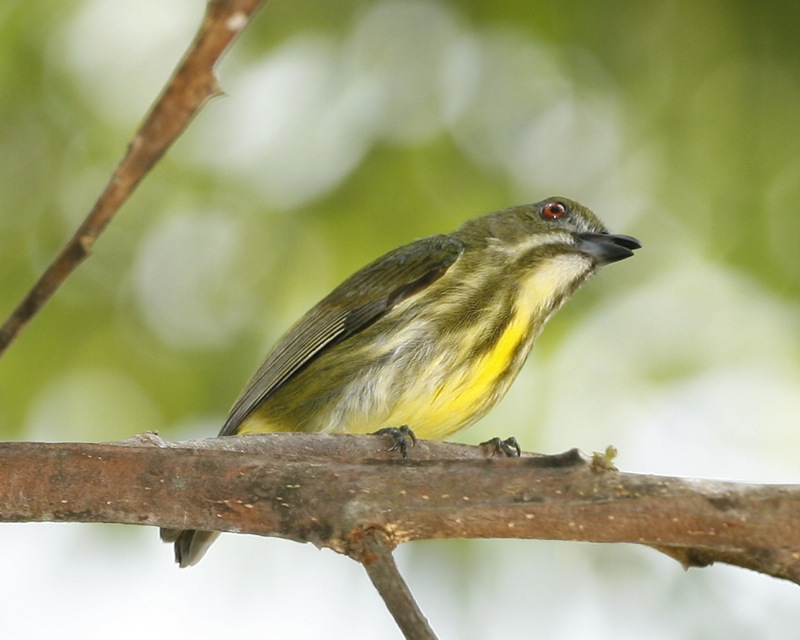
Gelbbrust-Mistelfresser (Prionochilus maculatus)

- PrionochilusGelbbrust-Mistelfresser (Prionochilus maculatus)
  - Gelbbrust-Mistelfresser (Prionochilus maculatus)
  - Gelbbürzel-Mistelfresser (Prionochilus xanthopygius)
  - Grünmantel-Mistelfresser (Prionochilus olivaceus)
  - Mennigbrust-Mistelfresser (Prionochilus percussus)
  - Palawanmistelfresser (Prionochilus plateni)
  - Rubinkehl-Mistelfresser (Prionochilus thoracicus)